# Hội Địa hóa Việt Nam
Hội Địa hóa Việt Nam là tổ chức xã hội - nghề nghiệp phi lợi nhuận của những người và tổ chức hoạt động trong các lĩnh vực liên quan đến chuyên ngành địa chất địa hóa học tại Việt Nam. Hội là tổ chức thành viên của Tổng hội Địa chất Việt Nam .
Hội có tên giao dịch tiếng Anh là Vietnam Association for Geochemistry, viết tắt là VAG.
Hội được thành lập theo Quyết định phê duyệt của Bộ Nội vụ số 18/2005/QĐ-BNV ngày 20 tháng 01 năm 2005 . Điều lệ Hội Địa hóa được Bộ Nội vụ phê duyệt tại Quyết định số 122/2005/QĐ-BNV ngày 15 tháng 11 năm 2005 
Văn phòng Hội đặt cạnh văn phòng Tổng hội Địa chất Việt Nam, số 6 Phạm Ngũ Lão, quận Hoàn Kiếm, Hà Nội.

## Hoạt động
Hội Địa hóa cùng với Trung tâm Con người và Thiên nhiên đã tổ chức ngày 21/12/2018 cuộc hội thảo khoa học "Đánh giá và cân nhắc những vấn đề trước khi thực hiện hoạt động khai thác mỏ sắt Thạch Khê tỉnh Hà Tĩnh". Trên cơ sở kết quả các nghiên cứu, điền dã và ý kiến của các đại biểu tại Hội thảo, các cơ quan đồng tổ chức và thành viên tham dự Hội thảo đã gửi kiến nghị tới các cấp lãnh đạo của Đảng và Nhà nước quyết định dừng khai thác mỏ sắt Thạch Khê.